# 茶棗

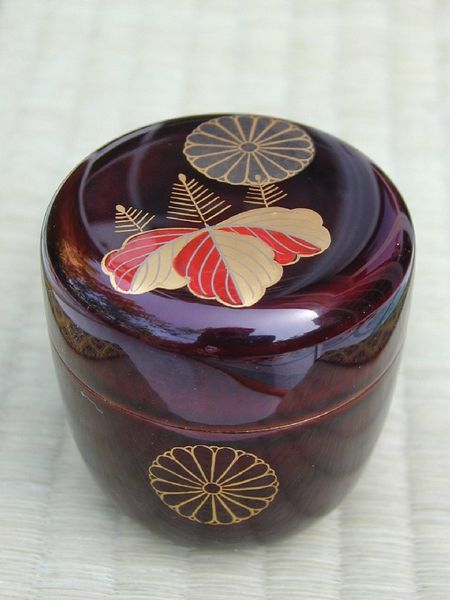
漆器茶棗

茶枣 ， 是用來盛裝茶葉或抹茶的一種日式茶罐，通常是木製漆器。因外型像是大枣而以此命名。茶枣是薄茶用的茶罐，上寬下窄而形似「棗」。